# Discoverer 12
Discoverer 12 – amerykański satelita technologiczny. Stanowił część tajnego programu CORONA. 

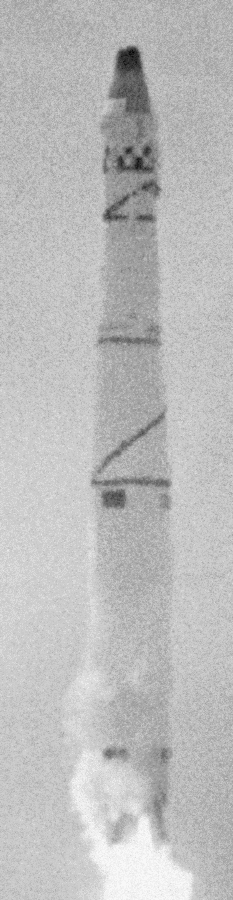
Start rakiety Thor Agena A z satelitą Discoverer 12, typu Corona KH-1, 29 czerwca 1960.

## Przebieg misji
Start nie powiódł się. Człon Agena przyjął nieprawidłowe położenie w przestrzeni, nosem w kierunku powierzchni Ziemi, z powodu usterki czujnika horyzontu.
Statek miał sprawdzić działanie techniki wystrzeliwania, napędu, komunikacji i pracy na orbicie. Statek nie przenosił systemu kamer. Jego ładunek był taki sam, jak statku Discoverer 8. Dodatkowo dołączono zewnętrzne oświetlenie i radiolatarnię dopplerowską. 